# مبدأ التأثير المزدوج
مبدأ التأثير المزدوج أو كما يعرف أيضا بقاعدة التأثير المزدوج أو عقيدة التأثير المزدوج وغالبًا ما يتم اختصاره بDDE أو PDE والتأثير المنطقي المزدوج أو ببساطة التأثير المزدوج هو مجموعة من المعايير الأخلاقية التي دافع عنها الفلاسفة المسيحيون وغيرهم لتقييم جواز التصرف عندما يكون تصرف المرء خلاف التصرف الشرعي (على سبيل المثال، تخفيف ألم مريض مصاب بمرض عضال) مما قد يسبب تأثيرًا ينبغي على المرء تجنبه -كالبقاء في حالة تخدير أو التعجيل بالوفاة- وأول مثال معروف للتأثير المنطقي المزدوج هو معاملة توماس أكويناس لقتالية الدفاع عن النفس كما في أعماله: الخلاصة اللاهوتية
وتنص هذه المعايير على أن أي إجراء ينطوي عليه آثار ضارة متوقعة لا ينفصل عملياً عن التأثير الجيد، يكون له ما يبرره إذا ما كانت الإجراءات التالية صحيحة: 
- أن تكون طبيعة الفعل جيدة في حد ذاتها أو على الأقل محايدة أخلاقياً
- أن يعتزم الفاعل التأثير الجيد ولا ينوي التأثير السيء إما كوسيلة للخير أو كغاية في حد ذاته
- أن يفوق التأثير الجيد التأثير السيء في الظروف الخطيرة بدرجة كافية لتبرير التسبب في التأثير وأن يمارس الفاعل الاجتهادات الواجبة لتقليل الضرر.[2]

## الضرر المتعمد مقابل الآثار الجانبية
يقوم مبدأ التأثير المزدوج على فكرة أن هناك فرقاً أخلاقياً ما بين الأضرار المتعمدة لتصرف ما والآثار التي يتنبأ بها الفرد ولكنها لم تُستخدم كحافز له.
فعلى سبيل المثال، يُحتج بالمبدأ لاعتبار أن أعمال تفجير إرهابية على غير المقاتلين في حرب مشروعة أمرٌ يتعدى حدود الأخلاق، في حين أن القيام بأعمال تفجير إستراتيجية لتدمير هدف عسكري مشروع تشكل نفس الضرر على غير المقاتلين مع التنبؤ بها كأثر جانبي لتلك العملية يعدُ أمراً أخلاقياً. ولذلك يزعم أنصار مبدأ التأثير المزدوج أن الأفعال وإن تشابهت، إلا أنها قد تختلف أخلاقياً. وغالباً ما ينتقد العواقبيون هذا المبدأ، إذ يعتبرون عواقب الأفعال مُحدِدة لأخلاقية الفعل.
ويميز المناصرون لهذا المبدأ ما بين التعمد والتنبؤ دون قصد بثلاثة أمور:
1. يختلف التعمد عند التنبؤ، حتى في الحالات التي يتوقع فيها الفرد أن التأثير واقعٌ لامحالة.
2. بإمكان الفرد التمييز ما بين عدة حالات محددة مثل: الأمور الأخلاقية العسكرية (القصف الإرهابي/القصف الإستراتيجي)والأمور الأخلاقية الطبية ( جراحة حج القحف/استئصال الرحم) والأمور الأخلاقية الاجتماعية مثل القتل الرحيم.
3. أنَّ للتمييز أهمية أخلاقية.

ولكي يكون التصرف أخلاقياً، هناك أربعة شروط تستوجب استيفاؤها وهي: طبيعة الفعل إذ يجب على الفعل إما أن يكون أخلاقياً بحد ذاته أو أن يكون طبيعياً لا علاقة له بالأخلاق، وثانيًا سبل تحقيق المبتغى بحيث يجب يجب ألّا يكون التأثير السيء سبيلاً إلى التأثير الجيد. ويعد هذا الشرط تجسيداً لمبدأ عام مفاده أن الغايات الحميدة لا تبرر الوسائل الخبيثة، وثالثًا المقصد السليم بحيث يجب أن يكون المقصد هو الوصول إلى التأثير الجيد فقط، بحيث يكون التأثير السلبي مجرد أثر جانبي، ورابعًا التناسب بحيث يجب الّا يفوق مقدار الاثر السيئ المحتمل الأثرَ الجيد المنشود

## أمثلة

### الطب
كثيرا ما يستشهد بمبدأ التأثير المزدوج  في حالات الحمل والاجهاض إذ أن الطبيب الذي يعتقد أن الإجهاض دائما ما يكون خطأً من الناحية الأخلاقية يقوم بإزالة الرحم أو قناة فالوب لدى الحامل مع علمه أن هذا الاجراء سيؤدي إلى وفاة الجنين وذلك في الحالات التي من المؤكد ان تموت فيها المرأة بدون القيام بهذا الإجراء (على سبيل المثال، الإصابة بسرطان الرحم أو الحمل خارج الرحم) إذ يكون التأثير المقصود في هذه الحالات هو إنقاذ حياة المرأة وليس إنهاء الحمل. ويؤدي عدم القيام بذلك إلى خطر أكبر ألا وهو وفاة الأم والجنين.
ويمكن تطبيق مبدأ الموت ذو التأثير المزدوج لتبرير تقديم جرعات زائدة لمرضى مصابين بأمراض قاتلة والذين يتمنون أن يموتوا بسرعة بسبب الألم الذي لا يطاق، أو برغبة ممن يقدم لهم الرعاية الطبية في أن ينهوا معاناتهم، لا لإنهاء حياتهم، بل لإنهاء معاناتهم مثل القتل الرحيم أو المساعدة الطبية للموت. وقد أعربت المحكمة العليا للولايات المتحدة عن تأييدها لهذا المبدأ في مداولاتها حول دستورية المساعدات الطبية في الموت.

## الانتقادات
يرفض العواقبيون تحديداً فكرة أن يختلف فعلان لديهما نفس العواقب تماماً أو تكون العواقب متوقعة في مشروعيتهما الأخلاقية.
ويزعم جون ستيوارت ميل -وهو أحد أنصار النفعية في المذهب العواقبي في القرن التاسع عشر- أنه من الخطأ الخلط ما بين مقاييس الفعل الصائب والتفكير بدوافعنا للقيام بذلك العمل الصائب قائلاً: إن الذي ينقذ مرافقاً له من الغرق قد قام بعمل أخلاقي وصائب، سواء أكان دافعه وراء ذلك واجبه الذي يتحتم عليه فعله أم سعياً وراء مكافأة جزاء ذلك. وإن الصديق الذي يخون ثقة صديقه به يعدُ مذنباً لارتكابه جريمة أخلاقية، حتى وإن كان هدفه من وراء ذلك خدمة صديق آخر له عليه واجبات أكبر.
ووفقاً لميل، فإن التدقيق في الدوافع سيُظهر أن جميع التصرفات الجيدة تنبع من النوايا المشكوك بها. إذ يقول ميل: "ولذلك ينبغي علينا رفض مفهوم التأثير المزدوج، والذي ينادي بالتمييز ما بين العواقب المقصودة وتلك غير المقصودة. ويدّعي ميل أن التدقيق في الدوافع سيكشف عن شخصية المرء، وعلى النقيض من ذلك، فإن النفعية لا تحكم على الشخصية، بل تحكم بناءً على صحة الفعل أو خطأه.

## روابط خارجية
- Stanford Encyclopedia of Philosophy entry
- PhilPapers Bibliography: 'Doctrine of Double Effect'